# 紫身仿石斑魚
紫身仿石斑魚，為輻鰭魚綱鱸形目鱸亞目鮨科的其中一種，分布於東印度洋的澳洲海域，體長可達56公分，棲息在珊瑚礁區，為底棲性魚類，屬肉食性，生活習性不明。